# Sirimavo Bandaranaike
Sirimavo Bandaranaike (Balangoda, 17. travnja 1916. – 10. listopada 2000.), bila je političarka iz Šri Lanke koja je postala i prva žena na mjestu premijerke u svijetu kada je izabrana za premijerku svoje zemlje.
Nakon ubojstva njenog muža Solomona 1959. godine, vodstvo stranke uvjerilo ju je tijekom kratkog vremena u opoziciji da i sama uđe u aktivnu politiku i naslijedi svog supruga te ona 21. srpnja 1960. godine preuzima njegovu dužnost. Svoju je stranku vratila na vlast i porazila UNP premijera Dudleya Senanayakea na izborima u srpnju 1960. godine. Zatim je od njega izgubila na izborima 1965. i postala je vođa opozicije, prije nego što je ponovno osvojila veliku većinu 1970. godine. Tako je dužnost premijerke obnašala ukupno tri puta: 1960. – 1965., 1970. – 1977., te od 1994. do 2000. godine.
Kćer joj je bila predsjednica Šri Lanke. 40 godina je bila predsjednica Slobodarske stranke Šri Lanke. Probleme s Tamilima nije uspjela riješiti. Godine 1980. je izbačena iz parlamenta zbog zloupotrebe moći. Javni rad joj je bio zabranjen sedam godina.
Glavne ekonomske grane je nacionalizirala, a bila je uvjerena socijalistkinja. Pokušala je reformirati bivšu britansku koloniju Cejlon u socijalističku republiku nacionalizacijom organizacija u sektoru bankarstva, obrazovanja, industrije, medija i trgovine. Promjenom administrativnog jezika s engleskog na sinhalski i nacionalističkom sinhaleškom kampanjom pogoršala je nezadovoljstvo među domorodačkim tamilskim stanovništvom koji su postali apatridi prema Zakonu o državljanstvu iz 1948. godine.
Tijekom njezina prva dva mandata zemlju su mučili visoka stopa inflacije i poreza, ovisnost o uvozu hrane, visoka nezaposlenost i polarizacija između sinhaleškog i tamilskog stanovništva. Preživjevši pokušaj državnog udara 1962. godine, kao i pobunu radikalne mladeži 1971., 1972. godine, nadgledala je izradu nacrta novog ustava i formiranje republike Šri Lanke, odvojivši je od Britanskog Carstva. Odigrala je veliku ulogu u inozemstvu kao pregovarač i lider među nesvrstanim nacijama.
Umrla je u 84. godini na sam izborni dan, prethodno glasovavši.